# Іщенко Ігор Григорович
І́гор Григо́рович І́щенко (* 21 лютого 1967) — колишній український футбольний суддя. Арбітр ФІФА (2000). Найкращий футбольний арбітр України сезонів 2003/04, 2005/06 і 2008/09 років за версією газети «Команда». Одружений на Іщенко Еві

## Життєпис
Закінчив Кіровоградський педагогічний інститут.
Кар'єру арбітра розпочав рано — вже у 20-річному віці судив місцеві любительські турніри, з 1989 року — всеукраїнські змагання любительських команд. З 1990 року працював у другій лізі, з наступного — в першій. З 1995 року 28-літній суддя обслуговує матчі елітного дивізіону чемпіонату України.
На початку кар'єри мешкав у Хмельницькому і представляв це місто, у 1998 році переїхав до Києва. Представляє місто Київ.
З 2000 року — арбітр ФІФА. Входив до міжнародної програми молодих арбітрів, свого часу був одним з найперспективніших суддів Європи.
Серед матчів національних збірних, які обслуговував Ігор Іщенко:
- 2001 — Андорра—Ірландія (0:3)
- 2003 — Росія—Ізраїль (1:2)[3]
- 2007 — Мальта—Молдова (2:3)
- 2009 — Німеччина—Люксембург (4:0)

Директор школи футбольних арбітрів імени М. М. Балакіна.
Хобі: фото, гірські лижі, психологія. Володіє англійською мовою.

## Статистика сезонів в елітному дивізіоні
Дані з урахуванням сезону 2009/10
І — ігри, Ж — жовті картки, Ч — червоні картки, П — призначені пенальті
| Сезон   | І  | Ж  | Ч | П  |
| ------- | -- | -- | - | -- |
| 1995/96 | 4  | 5  | 1 | 2  |
| 1996/97 | 10 | 27 | - | 7  |
| 1997/98 | 11 | 26 | 1 | 2  |
| 1998/99 | 10 | 28 | 1 | 2  |
| 1999/00 | 10 | 25 | 1 | 3  |
| 2000/01 | 6  | 26 | - | 3  |
| 2001/02 | 4  | 20 | 2 | 2  |
| 2002/03 | 12 | 44 | 3 | 5  |
| 2003/04 | 15 | 59 | 4 | 4  |
| 2004/05 | 17 | 65 | 4 | 4  |
| 2005/06 | 13 | 54 | 5 | 7  |
| 2006/07 | 15 | 70 | 7 | 8  |
| 2007/08 | 14 | 71 | 3 | 4  |
| 2008/09 | 15 | 55 | 5 | 4  |
| 2009/10 | 12 | 50 | 5 | 11 |